# Вајат Андерсон
Вајат Андерсон (енгл. Wyatt Anderson; Њу Орлеанс, 27. март 1939 — Атенс, 11. новембар 2023) био је амерички генетичар и академик, инострани члан састава Српске академије науке и уметности од 5. новембра 2009.

## Биографија
Завршио је основне студије биологије на Универзитету у Џорџији 1960. године, магистратуру 1962. и докторат на Рокфелер универзитету 1966. Радио је као професор на Универзитету Јејл од 1966, као ванредни професор на Универзитету у Џорџији од 1972. и као редовни професор од 1975, као оснивач и управник Одељења за генетику Универзитета у Џорџији 1980—1987. и као декан Френклин Факултета уметности и наука 1992—2004. Члан је Националне академије наука Сједињених Америчких Држава од 1987, Америчке академије наука и уметности од 1998, инострани је члан састава Српске академије науке и уметности од 5. новембра 2009, члан је Америчког друштва за унапређење науке, Алфа удружења за Џорџију, Америчког друштва за природне науке, Америчког друштва генетичара, Друштва за проучавање еволуције и почасни члан Друштва генетичара Србије. Познат је по истраживању еволуционе генетике Drosophila. Године 2012. је био коаутор студије са Патрисијом Адером Говати у којој су неуспело покушали да понове студију Ангуса Џона Бејтмана из 1948. Њихово истраживање је показало да је Бејтман погрешио у својим закључцима да су мужјаци Drosophila melanogaster слободнији и да су женке „избирљивије” у погледу њиховог понашања при парењу. Андерсон је био ожењен Маргарет Андерсон, статистичарком са којом је суоснивач Wyatt and Margaret Anderson Professorship in the Arts на Универзитету у Џорџији. Први добитник овог професорског звања био је Фредерик Буршинал 2006. године.